# جيف أوت
جيف أوت (بالإنجليزية: Jeff Ott)‏ هو موسيقي أمريكي، ولد في 18 أكتوبر 1970 في بيركيلي في الولايات المتحدة.

## وصلات خارجية
- جيف أوت على موقع ميوزك برينز (الإنجليزية)
- جيف أوت على موقع ديسكوغز (الإنجليزية)